# Kaurialan kenttä
Das Kaurialan kenttä (deutsch Steinbockfeld) ist ein Fußballstadion mit Leichtathletikanlage in der finnischen Stadt Hämeenlinna.

## Geschichte
Die Anlage wurde 1938 eröffnet und war während den Olympischen Sommerspielen 1952 Austragungsort zweier Hockeyspiele in der Trostrunde. 1988 wurde die Sportstätte vor der finnischen Leichtathletik-Meisterschaften renoviert. 2002 wurden Flutlichtmasten installiert. Es ist die Heimspielstätte des Fußballvereins FC Hämeenlinna und der American-Football-Mannschaft Hämeenlinna Huskies.